# مهمانی کودکانه
مهمانی کودکانه (به انگلیسی: Children's party) یک فیلم سینمایی هندی کمدی خانوادگی محصول سال ۲۰۱۱ به کارگردانی نیتش تیواری و ویکاس باهل است. این فیلم برنده جایزه فیلم ملی بهترین فیلم کودکان در سال ۲۰۱۱ شد.